# Pichia pseudocactophila
Pichia pseudocactophila är en svampart som beskrevs av Holzschu, Phaff, Tredick & Hedgec. 1983. Pichia pseudocactophila ingår i släktet Pichia och familjen Pichiaceae.   Inga underarter finns listade i Catalogue of Life.